# Johannes Baader
Johannes Baader (Stoccarda, 22 giugno 1875 – Adldorf, 15 gennaio 1955) è stato un architetto, scrittore e artista tedesco del movimento Dada berlinese.

## Biografia
Il padre di Johannes Baader era un operaio delle industrie metallurgiche di dei palazzi reali di Stoccarda.  Tra il 1892 e il 1895 Johannes si formò alla scuola di commercio, e in seguito scegliendo un indirizzo tecnico al college. Il suo primo lavoro fu come scalpellino di lapidi di marmo a Dresda. Nel 1905, dopo essersi trasferito a Berlino, incontrò Raoul Hausmann e insieme divennero figure chiave del Dada berlinese.
Nel 1906 progettò un tempio mondiale interreligioso (Internationalen interreligiösen Menschenbund), secondo una visione utopica di armonia interconfessionale. Prese ispirazione da numerose archetipi, da quelli greci a quelli indiani.
Così come molti progetti di architettura utopistica del tempo, i progetti delle costruzioni di Baader erano pensati per restare tali, sotto forma di abbozzi e testi scritti, e non esser mai realizzati.
Tra il 1911 e il 1912 disegnò un altro di questi progetti irrealizzati e irrealizzabili: un giardino zoologico per Carl Hagenbeck.
Dal 1914 aumentò la sua produzione: pubblicò un trattato (Vierzehn Briefe Christi, ossia le Quattordici Lettere di Cristo) sul Monismo e nel corso degli anni successivi scrisse alcuni articoli sul giornale Die freie Straße (La via libera) e sul Der Dada. Nel 1917, durante la prima guerra mondiale, fu dichiarato insano di mente e certificato come maniaco depressivo.
Grazie a questa etichetta, si poté permettere di realizzare rappresentazioni parodiche,  pubbliche e ingiuriose, sulle identità mitiche, e di continuare a disegnare progetti utopici di dimensioni monumentali, metafisiche e messianiche.  Negli stessi anni, corse all'ufficio del Reichstag nel Saarbrücken per fondare un'azienda denominata Christus Gmbh (Cristo srl.). L'appartenenza (membership) fu offerta a pacifisti e disertori, e furono fatti dei tentativi per identificare l'obiezione di coscienza con il martirio cristiano.
Il 17 novembre 1918 finì al centro di uno scandalo in seguito a una performance nella Cattedrale di Berlino intitolata Christus ist euch Wurst, opera che derideva il clero, i politici e la libertà, e provocò il suo arresto, seppure per poco tempo.
Nel 1918 dichiarò di esser stato resuscitato come Oberdada, presidente dell'universo, una vera e propria parodia dadaista del militare di alto rango.
Nello stesso anno scrisse Die acht Weltsätze (Otto tesi mondiali), un trattato semi-religioso.
Ulteriori dimostrazioni della sua vena comica sono stati i collage come Dada Milchstrasse  (La Via Lattea Dada), e alcuni scritti. I suoi tentativi di fondare un'architettura Dada culminarono nel Das grosse Plasto-Dio-Dada-Drama, originariamente mostrato nel 1920 alla Prima Esposizione Universale di Dada. Baader produsse anche bozzetti di architettura immaginaria i quali, in comune con quelli di Hausmann e di Jefim Golyscheff, a volte invocano le strutture a ponte proto-costruttiviste.
Nel 1919, esattamente un anno dopo l'abdicazione del Kaiser, Baader stampò delle cartoline di chiamata in servizio, le quali lo proclamavano Presidente della Terra e dell'Universo. Usando questi attributi, egli fece domanda per insegnare al Bauhaus di Gropius, il quale Gropius, ricevuta la richiesta, declinò l'invito impassibile.